# 郡山統括センター
郡山統括センター（こおりやまとうかつセンター）は、東日本旅客鉄道（JR東日本）東北本部の駅・運転士・車掌を所管する組織である。
2023年3月18日に郡山駅、新白河駅、郡山運輸区を統合して発足。

## 所管

### 駅
- 郡山駅 - 所長所在駅
- 新白河駅

※ 上記は直営駅（有人駅）のみ記載
- 東北本線 : 白坂駅 - 本宮駅
- 磐越西線 : 郡山富田駅 - 中山宿駅
- 磐越東線 : 舞木駅 - 赤井駅

### 乗務業務ユニット
- 郡山駅構内に設置（旧郡山運輸区）
- 担当線区（運転士）
  - 東北本線：黒磯駅 - 福島駅間
  - 磐越西線：郡山駅 - 会津若松駅間
  - 磐越東線：全線
- 担当線区（車掌）
  - 東北本線：新白河駅 - 藤田駅間
  - 磐越西線：郡山駅 - 会津若松駅間
  - 磐越東線：小野新町駅 - 郡山駅間

## 歴史
- 2023年3月18日 - 郡山統括センター（郡山、新白河の各駅、郡山運輸区の統合）が発足。

| スタブアイコン | サブスタブ | この項目は、まだ閲覧者の調べものの参照としては役立たない、鉄道に関連した書きかけの項目です。この項目を加筆・訂正などしてくださる協力者を求めています（P:鉄道/PJ:鉄道）。 |